# Магомадов, Висхан
Висхан Магомадов — российский боец смешанных единоборств, представитель легкой весовой категории. Выступает на профессиональном уровне с 2014 года, известен по участию в турнирах престижной бойцовской организации ACA.

## Статистика ММА
| Боёв 14         | Побед 10 | Поражений 4 |
| --------------- | -------- | ----------- |
| Нокаутом        | 3        | 2           |
| Сдачей          | 2        | 1           |
| Решением        | 5        | 1           |
| Ничьи           | 0        | 0           |
| Не состоявшихся | 0        | 0           |

| Результат | Рекорд | Соперник                    | Способ                                          | Турнир                                  | Дата             | Раунд | Время | Место | Примечание        |
| --------- | ------ | --------------------------- | ----------------------------------------------- | --------------------------------------- | ---------------- | ----- | ----- | ----- | ----------------- |
| Победа    | 11-4   | Ренато Гомес Габриэль       | Решением (единогласным)                         | ACA 148: Магомедов - Оленичев           | 18 ноября 2022   | 3     | 5:00  |       |                   |
| Победа    | 10-4   | Илья Ходкевич               | Решением (единогласным)                         | ACA 128: Гончаров - Омельянчук          | 11 сентября 2021 | 3     | 5:00  |       |                   |
| Победа    | 9-4    | Егор Голубцов               | Решением ()                                     | ACA 112: Жубилеу - Дудаев               | 4 октября 2020   | 3     | 5:00  |       |                   |
| Поражение | 8-4    | Мухамед Коков               | Сабмишном (удушение сзади)                      | ACA 104: Гончаров - Вахаев              | 21 февраля 2020  | 1     | 3:38  |       |                   |
| Победа    | 8-3    | Тимур Нагибин               | Решением (большинством судейских голосов)       | ACA 97 Краснодар                        | 31 августа 2019  | 3     | 5:00  |       |                   |
| Победа    | 7-3    | Денильсон Невес де Оливейра | Решением (единогласным)                         | ACB 78 Young Eagles 24                  | 13 января 2018   | 3     | 5:00  |       |                   |
| Поражение | 6-3    | Герберт Батиста             | Техническим нокаутом (отказ от продолжения боя) | ACB 73 Silva vs. Makoev                 | 21 октября 2017  | 2     | 5:00  |       |                   |
| Победа    | 6-2    | Олег Хачатуров              | Нокаутом (удары)                                | ACB 66 Young Eagles 20                  | 5 августа 2017   | 1     | 3:54  |       |                   |
| Победа    | 5-2    | Александр Грозин            | Решением (единогласным)                         | ACB 58 Young Eagles 17                  | 22 апреля 2017   | 3     | 5:00  |       |                   |
| Победа    | 4-2    | Фарес Зиам                  | Сабмишном (удушение сзади)                      | ACB 46 Young Eagles 13                  | 24 сентября 2016 | 1     | 3:58  |       |                   |
| Победа    | 3-2    | Азизбек Шарипов             | Техническим нокаутом (удары)                    | ACB 37 - Young Eagles 9                 | 11 мая 2016      | 1     | 2:30  |       |                   |
| Поражение | 2-2    | Виктор Кичигин              | Решением (единогласным)                         | ACB 23 - Young Eagles 2                 | 10 октября 2015  | 3     | 5:00  |       |                   |
| Победа    | 2-1    | Рамазан Рамазанов           | Техническим нокаутом (удары)                    | ACB 18 - Grand Prix Berkut 2015 Stage 5 | 23 мая 2015      | 1     | 0:48  |       |                   |
| Победа    | 1-1    | Роман Белогуров             | Сабмишном (удушение сзади)                      | ACB 17 - Grand Prix Berkut 2015 Stage 4 | 2 мая 2015       | 1     | 2:38  |       |                   |
| Поражение | 0-1    | Гаджи Рабаданов             | Техническим нокаутом (остановка доктором)       | Liga Kavkaz - Battle in Khiv 2          | 10 августа 2014  | 2     | 4:57  |       | Дебют в проф. ММА |